# Gustav-Koenigs-Schiff
Der Schiffstyp Gustav Koenigs ist einer von fünf nach dem Zweiten Weltkrieg als Selbstfahrer entwickelten Schiffstypen der bundesdeutschen Binnenschifffahrt.

## Geschichte
In der Zeit nach dem Zweiten Weltkrieg musste ein großer Teil der im Krieg zerstörten oder beschädigten Einheiten in der deutschen Binnenschiffahrt ersetzt werden. Zu diesem Zweck nahm der Technische Ausschuss des Zentral-Verein für Deutsche Binnenschiffahrt seine im Krieg unterbrochene Arbeit wieder auf und entwickelte in Zusammenarbeit mit dem Bundesverkehrsministerium verschiedene an bestimmte Kanalmaße angepasste Standardschiffstypen. Der Selbstfahrerausschuss (ein Unterausschuss des Technischen Ausschusses) knüpfte unter der Leitung des Vorsitzenden Ernst Weber an die unterbrochenen Vorkriegsarbeiten zur Weiterentwicklung des Dortmund-Ems-Kanal-Kahns an, dessen Abmessungen von 67 Meter Länge, 8,2 Meter Breite und 2,5 Meter Tiefgang dem Entwurf zugrunde lagen. Unter Mitarbeit des Werftbesitzers Theodor Hitzler, dessen Anliegen die Typisierung der Binnenschiffe war, des Ingenieurs Friedrich Kölln, der die Konstruktion übernahm, und des Ingenieurs Helm der Hamburgischen Schiffbau-Versuchsanstalt, der die Schleppversuche leitete, entwickelte der Selbstfahrerausschuss den Typ des Gustav-Koenigs-Schiffs. Die Schiffe wurden als Trockenfrachter und als Tankschiff gebaut und waren kanalgängig. Die Tragfähigkeit der Schiffe lag bei 600 bis 1000 Tonnen. Im Laufe der Jahre wurden viele Gustav-Koenigs-Schiffe stärker motorisiert und auf rund 80 Meter verlängert, wodurch sich das Ladevermögen auf etwa 1200 Tonnen erhöhte.

## Namensgebung
Das Gustav-Koenigs-Schiff wurde nach Gustav Koenigs benannt. Koenigs war von 1909 bis 1917 Regierungsassessor und Regierungsrat in Blumenthal, Düsseldorf und Nauen und ab 1920 Geheimer Regierungsrat im preußischen Ministerium der öffentlichen Arbeiten. Ab 1920 leitete er die Verkehrsabteilung im Reichsverkehrsministerium und setzte sich dort als Staatssekretär für die Binnenschifffahrt ein. Für seine Verdienste erhielt er die Ehrenmitgliedschaft im Zentralverein der deutschen Binnenschifffahrt.